# ساولو (لاعب كرة قدم مواليد 1979)
ساولو هو لاعب كرة قدم برازيلي في مركز الوسط، ولد في 19 نوفمبر 1979 في ريسيفي في البرازيل. لعب مع أتلتيكو يوفنتوس ونادي تريزه ونادي سي آر بي ونادي غاما ونادي فورتاليزا ونادي كريسيوما.

## وصلات خارجية
- ساولو (لاعب كرة قدم مواليد 1979) على موقع قاعدة بيانات كرة القدم.إي يو (الإنجليزية)
- ساولو (لاعب كرة قدم مواليد 1979) على موقع Soccerway.com (الإنجليزية)